# بشدالی (زنگلان)
بشدالی (ترکی آذربایجانی: Beşdəli) یک منطقهٔ مسکونی در جمهوری آرتساخ است که در استان کاشاتاق واقع شده‌است.